# MCB Tour Championship
Het MCB Tour Championship is het laatste toernooi van het seizoen van de Europese Senior Tour. Het wordt altijd in december gespeeld op de Constance Belle Mare Plage op Mauritius.
Marc Farry is ambassadeur van het toernooi.
Het toernooi begon als The Mauritius Commercial Bank Open in december 2010, enkele weken nadat het laatste OKI Castellon Tour Championship  werd gespeeld. In 2011 werden op Mauritius twee toernooien gespeeld, van 9-11 december het Mauritius Commercial Bank Open en van 10-12 december het MCB Tour Championship. Na het Tour Championship wordt bekendgemaakt wie de winnaar is van de Order of Merit en aan hem wordt de John Jacobs Trophy uitgereikt.
| Jaar                               | Winnaar                            | Score                              | Score                              | Prijzengeld                        | 1ste prijs                         |                 |
| The Mauritius Commercial Bank Open | The Mauritius Commercial Bank Open | The Mauritius Commercial Bank Open | The Mauritius Commercial Bank Open | The Mauritius Commercial Bank Open | The Mauritius Commercial Bank Open |                 |
| ---------------------------------- | ---------------------------------- | ---------------------------------- | ---------------------------------- | ---------------------------------- | ---------------------------------- | --------------- |
| 2010                               | Kevin Spurgeon                     | 210                                | -6                                 | € 230.000                          | € 34.500                           |                 |
| Mauritius Commercial Bank Open     |                                    |                                    |                                    |                                    |                                    |                 |
| 2011                               | David Frost po                     | 203                                | -13                                | € 280.000                          | € 42.000                           |                 |
| MCB Tour Championship              | MCB Tour Championship              | MCB Tour Championship              | MCB Tour Championship              | MCB Tour Championship              | MCB Tour Championship              | J Jacobs Trophy |
| 2011                               | Tom Lehman                         | 204                                | -12                                | € 400.000                          | € 62.814                           | Peter Fowler    |
| 2012                               | David Frost                        | 205                                | -11                                | € 400.000                          | € 62.814                           | Roger Chapman   |